# Mobumrin
Die Sprache Mobumrin Aizi (auch ahizi genannt; ISO 639-3: ahm) ist eine Kru-Sprache, die von 2.000 Ivorern am nördlichen Ufer der Lagune Ebrié gesprochen wird. Es gibt zwei Mobumrin-Dörfer in den Departements Jacqueville, Abrako und Abraniamiambo.
Das Mobumrin ist eine der drei Aizi-Sprachen, die in der Elfenbeinküste gesprochen werden.
Ältere Sprecher könne auch das Adioukrou, aber die Kinder lernen heute in der Schule ausschließlich französisch, weshalb die Sprache von Aussterben bedroht ist.